# Centro Nacional de Memória Histórica

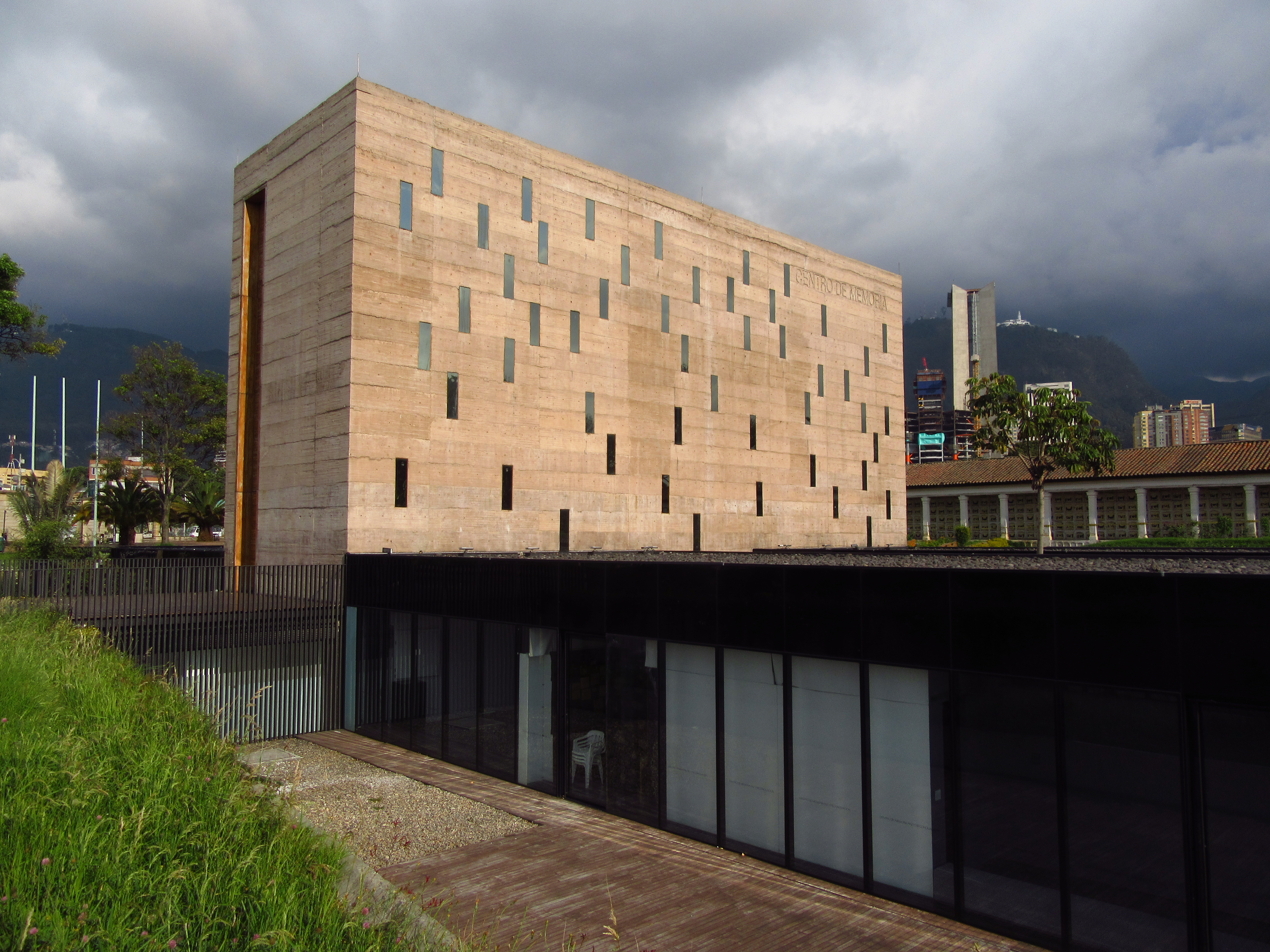
Sede principal na Bogotá.

O Centro Nacional de Memória Histórica foi constituído pelo mandamento da Lei de Vítimas e Restituição de Terras como entidade pública da nação, adjunta ao Departamento Administrativo da Presidência da Republica da Colômbia, contando com seu próprio património e autonomia total. Sua sede principal fica na cidade de Bogotá, D.C.

## História
Foi estabelecido pela Lei de Vítimas e Restituição de Terras 1448 de 2011 , sendo o encarregado de contribuir ao dever de memória do Estado como resultado da violência acontecida no Conflito armado interno na Colômbia. Também apoia na reparação integral e ao direito à verdade que as vítimas e a sociedade possuem .
Assim, o Centro produz informação de acesso público para qualquer interessado, pesquisador o cidadão através de diferentes atividades de museu, pesquisa e pedagógicas para proporcionar e enriquecer o conhecimento da história política e social da Colômbia.
Para o 2018 o Centro tem como projeto a construção do Museu Nacional da Memória, uma plataforma pela promoção, dialogo e articulação das memórias plurais do conflito armado, que garante a inclusão de diferentes atores e populações, contribuído á reparação integral, o esclarecimento histórico, as garantias de não repetição e a construção de uma paz sostenible.

## Organização
Para realizar seus funções e objetivos estratégicos, o Centro está dividido em quatro grandes áreas de trabalho:
- Construção da Memória Histórica
- Museu Nacional da Memória
- Arquivo dos direitos humanos e memória histórica
- Acordos da Verdade

Dentro de seus objetivos está a contribuir ao esclarecimento dos fatos, os responsáveis e as condições que fizeram possível o conflito armado na Colômbia, e questionar a sociedade sobre as dinâmicas institucionais, políticas e sociais que o propiciaram 
Também procura:
- A consolidação da memória como direito na sociedade e como património público.
- Aportar à dignificação das vítimas e ao esclarecimento dos fatos de violência acontecidos no conflito armado.
- Desenhar, construir e entregar ao pais o Museu Nacional da Memória como um espaço para a dignificação das vítimas e da promoção de uma cultura respeitosa dos direitos humanos.